# Chydaeus
Chydaeus queenslandicus es una  especie de coleóptero adéfago de la familia Carabidae y el único miembro del género monotípico Chydaeus.